# عبد الوهاب بن منصور
عَبْدُ الوَهَّابِ بْنُ مَنْصُورٍ مؤرخ المملكة المغربية المولود يوم 17 نوفمبر 1920 بمدينة فاس، والمتوفى يوم 12 نوفمبر 2008. تلقى تعليمه الابتدائي والثانوي والعالي بفاس.
التحق ابن منصور، الحائز على الإجازة في الآداب والشريعة الإسلامية، منذ صغره بالحركة الوطنية، قبل أن يغادر المغرب ليناضل إلى جانب الحركات الوطنية لشمال أفريقيا من أجل تحرير المغرب العربي وتشييد وحدته.
بعد عودته إلى المغرب غذاة الاستقلال 1956، عمل أستاذا للتعليم الثانوي بالرباط وسلا، نائبا لمدير الإذاعة الوطنية سنة 1957 ورئيسا للقسم السياسي بالديوان الملكي في سبتمبر 1957. في سنة 1963 عينه الملك الحسن الثاني مؤرخا للمملكة ورئيسا للديوان الملكي، ثم مديرا للشؤون السياسية بوزارة الداخلية، ومديرا عاما للإذاعة والتلفزة سنة 1965.
وفي يناير 1967، تم تعيين ابن منصور محافظا لضريح محمد الخامس لتضاف إليه سنة 1975 مسؤولية مدير الوثائق الملكية.
حاز المؤرخ عبد الوهاب بن منصور، الذي يعتبر عضوا مؤسسا لأكاديمية المملكة المغربية، على جائزة المغرب مرتين عن كتابيه «قبائل المغرب» و«الحسن الثاني»، كما حصل سنة 1989 على جائزة الاستحقاق الكبرى.

## مؤلفات
من مؤلفات ابن منصور: «البدائع» و«تعقيبات حول السياسة الاستعمارية بشمال إفريقيا» و«الحسن الثاني.. حياته، جهاده ومنجزاته» و«كشاف الأسر المغربية» و«حفريات صحراوية» و«أعلام المغرب العربي»، كما حقق العديد من الكتب والمصنفات والمتون التراثية من بينها «أخبار المهدي بن تومرت» و«المقتبس من كتاب الأنساب في معرفة الأصحاب» لأبي بكر الصنهاجي و«الإعلام بمن حل بمراكش وأغمات من الأعلام» وهو في عشرة أجزاء من تأليف العباس بن إبراهيم السملاي، كما أشرف ابن منصور منذ سنة 1956 على إصدار حوليات «انبعاث أمة» التي بلغ عدد ما صدر منها لحد الآن 53 سفرا كبيرا.

## أوسمة
يحمل عبد الوهاب بن منصور، الذي شارك في العديد من المؤتمرات واللقاءات الدولية، عدة أوسمة وطنية مغربية وأجنبية من بينها وسام العرش من درجة قائد ووسام أكاديمية المملكة المغربية ووسام الملكة فيكتوريا البريطاني ووسام الاستقلال الأردني ووسام الاستحقاق السينغالي ووسام الاستحقاق المصري، إضافة إلى أوسمة من مجامع علمية ومنظمات ثقافية عربية وأجنبية.